# Тлик
Тлик (арм. Թլիկ) — село в Арагацотнской области Армении.

## Название
Названа в честь села Телик, провинции Муш Западной Армении (сейчас в Турции).

## География
Село расположено в западной части Арагацотнской области, вблизи государственной границы с Турцией, на левом берегу реки Ахурян, на расстоянии 72 километров к западу-северо-западу (WNW) от города Аштарак, административного центра области. Абсолютная высота — 1345 метров над уровнем моря.
Климат
Климат характеризуется как умеренно холодный, влажный (Dfb в классификации климатов Кёппена). Среднегодовая температура воздуха составляет 7,9 °C. Средняя температура самого холодного месяца (января) составляет −7,5 °С, самого жаркого месяца (июля) — 21,1 °С. Расчётная многолетняя норма атмосферных осадков — 405 мм. Наибольшее количество осадков выпадает в мае (69 мм).

## Население
Большинство жителей села - езиды.
| Год переписи | Население          | Население          | Население          | Население            | Население            | Население            |
| Год переписи | Наличное население | Наличное население | Наличное население | Постоянное население | Постоянное население | Постоянное население |
| Год переписи | Всего              | Мужчины            | Женщины            | Всего                | Мужчины              | Женщины              |
| ------------ | ------------------ | ------------------ | ------------------ | -------------------- | -------------------- | -------------------- |
| 2001         | 140                | 60                 | 80                 | 161                  | 67                   | 94                   |
| 2011         | 110                | 55                 | 55                 | 123                  | 60                   | 63                   |